# Dysstroma simpliciata
Dysstroma simpliciata är en fjärilsart som beskrevs av Walker 1862. Dysstroma simpliciata ingår i släktet Dysstroma och familjen mätare. Inga underarter finns listade i Catalogue of Life.